# 松成伊三郎
松成 伊三郎（まつなり いさぶろう、安政3年4月15日〈1856年5月18日〉 ‐ 没年不明）は明治時代の地本問屋である。

## 来歴
福井県足羽郡酒生村に生まれた。旧福井藩士であった。松成堂と号す。1873年（明治6年）に東京へ出て、翌1874年（明治7年）に日本橋区横山町の辻岡文助に雇われた。1884年（明治17年）に独立、8月3日に東京府京橋区南伝馬町3丁目において地本問屋兼書籍業を営業、小林幾英の錦絵を出版している。また『滑稽笑談清仏船栗毛』など数版を出版、『パーレー氏万国史』（明治20年）や『スイントン万国史』などを翻刻している。1887年（明治20年）に須原屋北沢伊八の跡となる浅草区茅町2丁目5番地に移転した。その後、『皇位継承篇』、『纂輯御系図』などを出版、小売業を兼営して今日に及ぶ。

## 作品
- 小林幾英 「御幸之図」 大判3枚続 明治21年（1888年）
- 小林幾英 「奠都三十年祝賀祭御遊覧之図」 大判3枚続 明治31年（1898年）